# Liste der Grade-I-Bauwerke in Merseyside
| Lage von Merseyside in England                            |
| Gliederung von Merseyside                                 |
| 1. Liverpool 2. Sefton 3. Knowsley 4. St Helens 5. Wirral |

Diese Liste der Grade-I-Bauwerke in Merseyside nennt die Grade-I-Listed Buildings im Metropolitan County Merseyside nach Metropolitan Boroughs geordnet.
Von den rund 373.000 Listed Buildings in England sind rund 9000, also etwa 2,4 %, als Grade I eingestuft. Davon befinden sich etwa 41 in Merseyside.

## Knowsley
1. Church of St Mary, Prescot, Knowsley, L34

## Liverpool
1. Anglican Cathedral Church of Christ, Liverpool, L1
2. Atlantic Pavilion, Albert Dock, Liverpool, L3
3. Bank of England, Liverpool, L2
4. Bluecoat Chambers, Liverpool, L1
5. Britannia Pavilion and the Colonnades, Albert Dock, Liverpool, L3
6. Church of All Hallows, Liverpool, L18
7. Church of All Saints, Liverpool, L16
8. Church of Saint Agnes, Liverpool, L17
9. Church of St Clare, Liverpool, L17
10. Church of St George, Liverpool, L5
11. Church of St John Baptist, Liverpool, L13
12. Church of St Michael, Liverpool, L17
13. Dock Traffic Office, Liverpool, L3
14. Edward Pavilion, Albert Dock, Liverpool, L3
15. Liverpool Cenotaph, Liverpool, L1
16. Merseyside Maritime Museum and the International Slavery Museum, Liverpool, L3
17. Oriel Chambers, Liverpool, L2
18. Princes Road Synagogue, Liverpool, L8
19. Railings Gates and Gate Piers Old Bluecoat School, Liverpool, L1
20. Royal Liver Building, Iron Railings and Stone Piers Surrounding Royal Liver Building, Liverpool, L3
21. Speke Hall, Liverpool, L24
22. St George’s Hall, Liverpool, L1
23. The Oratory, Liverpool, L1
24. Town Hall, Liverpool, L2
25. Toxteth Unitarian Chapel, Liverpool, L8
26. Ullet Road Unitarian Church, Liverpool, L17
27. Ullet Road Unitarian Church Hall, Liverpool, L17
28. Woolton Hall, Liverpool, L25

## Sefton
1. Church of St Helen, Sefton, Sefton, L29
2. Roman Catholic Church of St Monica, Sefton, L20

## St. Helens
1. Sankey Viaduct over Sankey Brook, St. Helens, WA12

## Wirral
1. Brimstage Hall and Tower, Wirral, CH63
2. Church of St Andrew, Wirral, CH63
3. Numbers 1 to 18 (Consecutive) Including Railings to Front, Wirral, CH41
4. Numbers 19 to 34 (Consecutive) with Railings to Front, Wirral, CH41
5. Numbers 35 to 50 (Consecutive) with Railings to Front, Wirral, CH41
6. Numbers 51 to 57 (Consecutive) with Railings to Front, Wirral, CH41
7. Numbers 58 to 63 (Consecutive) with Railings to Front, Flanking Wall and Gate Piers to North-East, Wirral, CH41
8. Port Sunlight War Memorial, Wirral, CH62
9. Remains of Birkenhead Priory, Wirral, CH41